# Horch 12
Horch 12 är en personbil, tillverkad av den tyska biltillverkaren Horch mellan 1931 och 1934. 

## Horch 12
Horchs tolvcylindriga toppmodell presenterades på bilsalongen i Paris 1931, bara månader innan Horch gick upp i Auto Union. Den var avsedd att möta den inhemska konkurrensen från Maybach och Mercedes-Benz. Bilen byggdes i två versioner med olika hjulbas: Typ 670, för tvådörrars cabrioletkarosser och Typ 600, för fyrdörrars limousiner.
Den tolvcylindriga motorn hade sidventiler med hydrauliska ventillyftare. V-motorn hade den udda vinkeln 66° mellan blocken. Chassit hade stela axlar med halvelliptiska bladfjädrar och hydrauliska bromsar med vakuumservo.
Horch 12 presenterades mitt i den ekonomiska nedgången i början av 1930-talet och totalt tillverkades inte fler än 81 exemplar. En av 4 bevarade bilar finns i Autostadt i Wolfsburg.

## Motor
| Modell  | Motor             | Cylindervolym | Effekt | Bränslesystem    |
| ------- | ----------------- | ------------- | ------ | ---------------- |
| 600/670 | 12-cyl V-motor sv | 6031 cm³      | 120 hk | Dubbla förgasare |